# 安杰洛·佐尔齐
安杰洛·佐尔齐（義大利語：Angelo Zorzi，1890年5月4日—1974年12月28日），意大利前男子竞技体操运动员。他曾获得1912年夏季奥运会男子团体全能金牌和1920年夏季奥运会男子团体全能金牌。